# King Power Stadium
King Power Stadium (dříve znám pod názvem The Walkers Stadium) je sportovní stadion, který se nachází v anglickém Leicesteru. Stadion je domovem ligového klubu Leicester City FC, který zde v sezóně 2015/16 získal svůj první anglický ligový titul. V současné době je maximální kapacita stadionu 32 262 sedících diváků. Stadion je pojmenován podle thajské cestovní maloobchodní společnosti King Power, která je zároveň vlastníkem samotného klubu.
Původní stadion Filbert Street, na kterém kdysi Leicester City působil, ke konci devadesátých let přestal vyhovovat aktuálním potřebám klubu. Proto bylo rozhodnuto o postavení zcela nového stadionu, který byl následně postaven nedaleko původního stadionu. Otevřen byl 23. července 2002 inauguračním zápasem proti španělskému Athleticu Bilbao. Zápas skončil nerozhodně 1:1. V roce 2014 se objevily spekulace o rozšíření stadionu, po kterém by měl mít novou kapacitu 42 000 diváků.
Stadion v minulosti hostil mnoho mezinárodních fotbalových i ragbyových utkání. Nejvýznamnějším turnajem, který zde byl odehrán, bylo Mistrovství světa v ragby v roce 2015.